# High diving al Campionat del Món de natació de 2015 – femení
La competició de high diving o salts de gran altura femení es va celebrar durant el Campionat del Món de natació de 2015 el 4 d'agost de 2015.

## Resultats
La final va començar a les 14:00.
| Posició | Saltador           | País         | Ronda 1 | Ronda 2 | Ronda 3 | Total  |
| ------- | ------------------ | ------------ | ------- | ------- | ------- | ------ |
| 1       | Rachelle Simpson   | Estats Units | 59.80   | 96.90   | 102.00  | 258.70 |
| 2       | Cesilie Carlton    | Estats Units | 62.40   | 83.30   | 91.65   | 237.35 |
| 3       | Yana Nestsiarava   | Belarús      | 62.40   | 83.30   | 87.40   | 233.10 |
| 4       | Adriana Jiménez    | Mèxic        | 46.80   | 90.00   | 88.40   | 225.20 |
| 5       | Lysanne Richard    | Canadà       | 68.90   | 57.35   | 90.10   | 216.35 |
| 6       | Ginger Huber       | Estats Units | 66.30   | 69.70   | 77.70   | 213.70 |
| 7       | Anna Bader         | Alemanya     | 63.70   | 70.30   | 60.00   | 194.00 |
| 8       | Jacqueline Valente | Brasil       | 50.70   | 79.80   | 56.10   | 186.60 |
| 9       | Tara Tira          | Estats Units | 50.70   | 54.25   | 74.80   | 179.75 |
| 10      | Diana Tomilina     | Ucraïna      |         |         |         | DNS    |